# Accélérateur de particules
Pour les articles homonymes, voir Accélérateur.

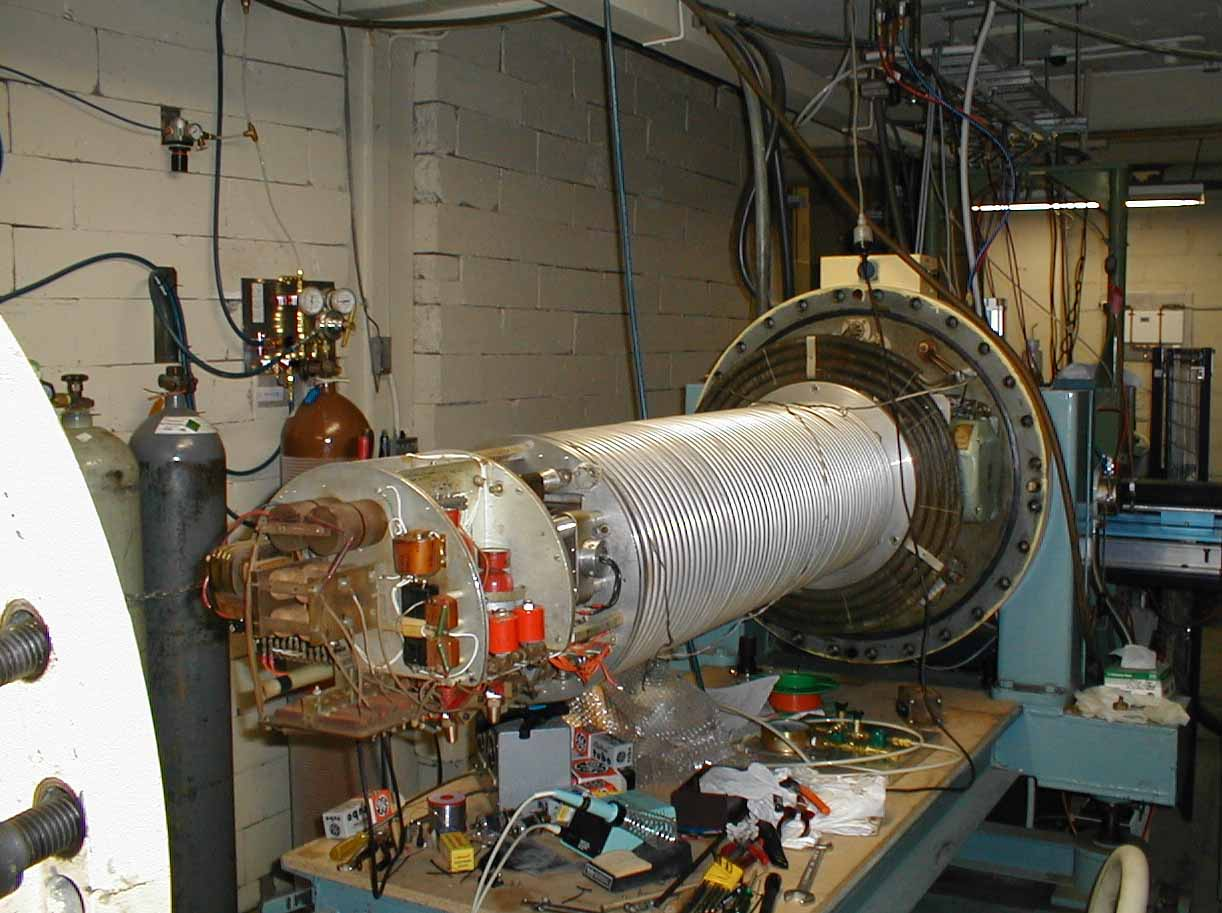
Accélérateur Van de Graaff de 2 MeV datant des années 1960 ouvert pour maintenance.

Un accélérateur de particules est un instrument qui utilise des champs électriques et/ou magnétiques pour amener des particules chargées électriquement à des vitesses élevées. En d'autres termes, il communique de l'énergie aux particules. On en distingue deux grandes catégories : les accélérateurs linéaires et les accélérateurs circulaires.
En 2004, il y avait plus de 15 000 accélérateurs dans le monde. Une centaine seulement sont de très grosses installations, nationales ou supranationales. Les machines électrostatiques de type industriel composent plus de 80 % du parc mondial des accélérateurs industriels d'électrons. De très nombreux petits accélérateurs linéaires sont utilisés en médecine (radiothérapie anti-tumorale).

## Histoire

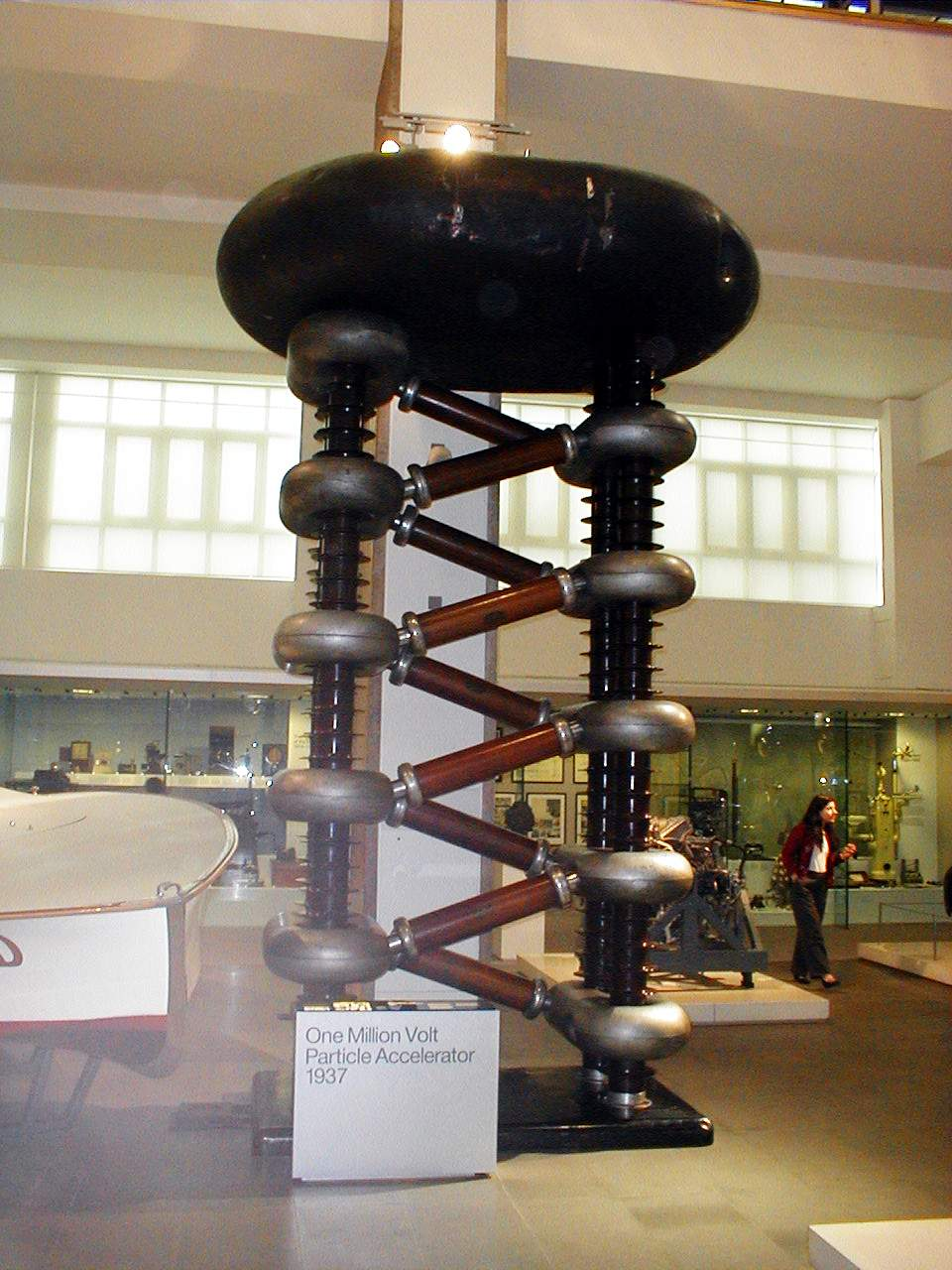
Le générateur Cockcroft-Walton était un multiplicateur de tension fait de condensateurs et de redresseurs. C'était un élément d'un accélérateur. Construit en 1937 par Philips à Eindhoven. Exposé au musée des sciences de Londres

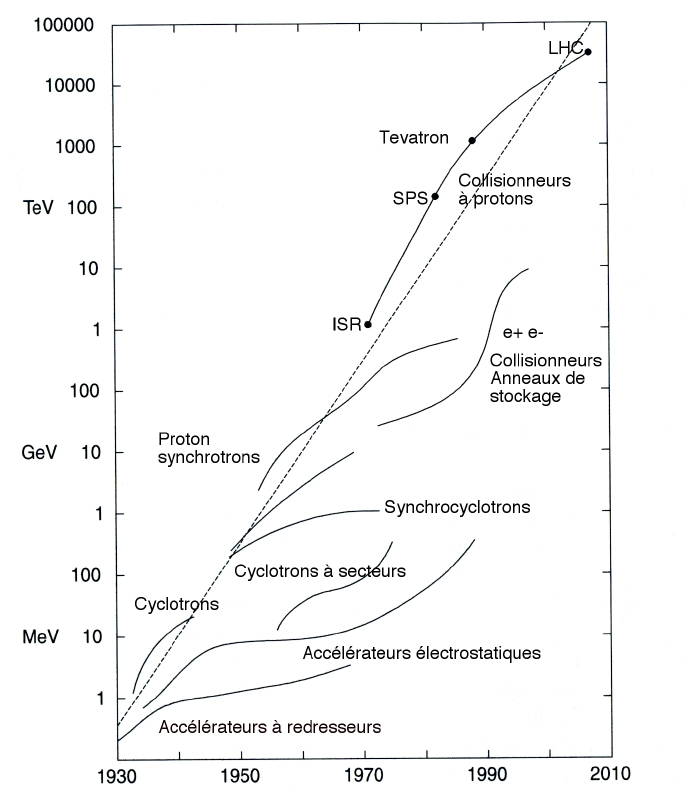
Le diagramme de Livingston : progrès constant de l'énergie des faisceaux de particules accélérées selon le temps.

En 1919, le physicien Ernest Rutherford (1871-1938) transforma des atomes d'azote en isotopes d'atome d'oxygène en les bombardant avec des particules alpha engendrées par un isotope radioactif naturel. Mais l'étude de l'atome et surtout de son noyau nécessite de très hautes énergies. Les particules provenant des radio-éléments naturels sont trop peu nombreuses et peu énergétiques pour pénétrer la barrière de potentiel du noyau des éléments les plus lourds. Le potentiel à la surface nucléaire croît d'un million de volts pour l'hydrogène ordinaire à 16 millions pour l'uranium. Les astroparticules (rayons cosmiques) ont permis des découvertes majeures mais leur énergie est très variable et il faut aller les chercher en altitude où elles sont moins rares et plus énergétiques.  Dans les années 1920, il apparaît évident qu'une étude plus approfondie de la structure de la matière allait nécessiter des faisceaux plus énergétiques et plus contrôlés de particules. La source des particules chargées était variée. Les décharges dans les gaz produisent des ions, alors que pour les électrons, il était possible d'utiliser l'émission par un fil chauffé ou d'autres systèmes. L'énergie (E) d'une particule dans un champ électrique correspond au produit de sa charge (q) multiplié par la tension (U) du champ : E = q.U. Ainsi, une première solution possible était essentiellement d'accélérer les particules dans un tube à vide soumis à une très haute tension. La course au million de volts avait commencé. Plusieurs systèmes furent proposés.
En Angleterre, John Cockcroft et Ernest Walton, qui, en 1932, accomplirent la première désintégration réussie du noyau par des particules électriquement accélérées, utilisèrent un multiplicateur de tension à l'aide d'un montage compliqué de redresseurs et de condensateurs (montage Greinacher, 1919). L'une des meilleures idées fut développée par  Robert Van de Graaff, qui choisit de développer une machine à partir de l'antique électrostatique. Finalement, les autres (tels que Ernest Orlando Lawrence avec son cyclotron) choisirent une voie complètement différente : renonçant à obtenir d'un coup les 10 ou 20 MeV nécessaires pour pénétrer tous les noyaux, Ernest Lawrence pensa atteindre ces énergies par des impulsions électriques alternatives successives. Des impulsions périodiques supposent le maintien d'un certain synchronisme avec la particule accélérée qui décrit naturellement une ligne droite à une très grande vitesse. En employant un puissant électroaimant dans l'entrefer duquel les particules sont confinées par le champ magnétique lui-même, Ernest Lawrence a résolu simultanément les deux problèmes.
Les principaux composants nécessaires pour accélérer les particules sont les champs électriques et magnétiques et un vide de bonne qualité ; les champs électriques et magnétiques sont utilisés pour accélérer et diriger les particules et le vide poussé permet que les particules accélérées ne soient pas ralenties à la suite de collisions avec d'autres particules présentes dans le tube cylindrique au sein duquel circule le faisceau.
La classification des accélérateurs de particules peut suivre l'historique des techniques employées : par exemple, l'accélérateur électrostatique, les machines « tandem », les accélérateurs linéaires à hyperfréquences, les cyclotrons (dont le cyclotron isochrone et le bétatron), les synchrotrons (dont le synchrocyclotron, les synchrotrons à protons, à électrons), les anneaux de collision (anneaux électron-positron, anneaux de collision à protons). Chaque machine peut être associée aux découvertes historiques qu'elle a permises.
Les accélérateurs peuvent être classés selon l'énergie :
- basses énergies : de 10 à 100 MeV ;
- moyenne énergies : de 100 à 1 000 MeV ;
- hautes énergies : plus de 1 GeV et au-delà du TeV (Tera électronvolt=1012 eV).

D'autres classifications sont possibles selon les applications de l'accélérateur : industrie, médecine, recherche fondamentale, exploration et compréhension des composants élémentaires de la matière, de l'énergie, de l'espace et du temps.
Ces très grandes machines des XXe et XXIe siècles peuvent être classées selon la géométrie des trajectoires de l'accélération : linéaire ou circulaire. Le caractère fondamental de nombreux accélérateurs modernes est la présence d'un champ magnétique enroulant les trajectoires sous forme de cercles ou de spirales. On peut les appeler « circulaires ». D'autres accélèrent en ligne droite, on les appelle « rectilignes ou linéaires ».

### Le diagramme de Livingston
Stanley Livingston, physicien spécialiste des accélérateurs de particules, a établi ce diagramme dans les années 1960. Il montre la croissance exponentielle de l'énergie des faisceaux accélérés.
Ce diagramme classique est modifié : l'axe horizontal a été étendu aux années 2010. L'axe vertical a été étendu à 100 000 TeV. Pour comparer les différents accélérateurs, l'énergie des collisionneurs, qui s'exprime dans le centre de masse, a été recalculée comme si l'énergie des particules observées était le résultat d'une collision avec un proton au repos. Le coût par eV d'énergie du faisceau est réduit d'un facteur 1 000 par période de 7 ans.
Dans le passé, on gagnait un facteur 10 tous les 7-8 ans dans l'énergie des collisions réalisées. Si l'évolution s'était maintenue, 60 TeV aurait été atteint dès 2005. Le Large Hadron Collider (LHC) (7 TeV + 7 TeV, CERN, 2008) ne suit donc pas l'extrapolation. Il y a donc un net fléchissement des performances qui indique peut-être un premier signe de fatigue de la discipline.

## Applications

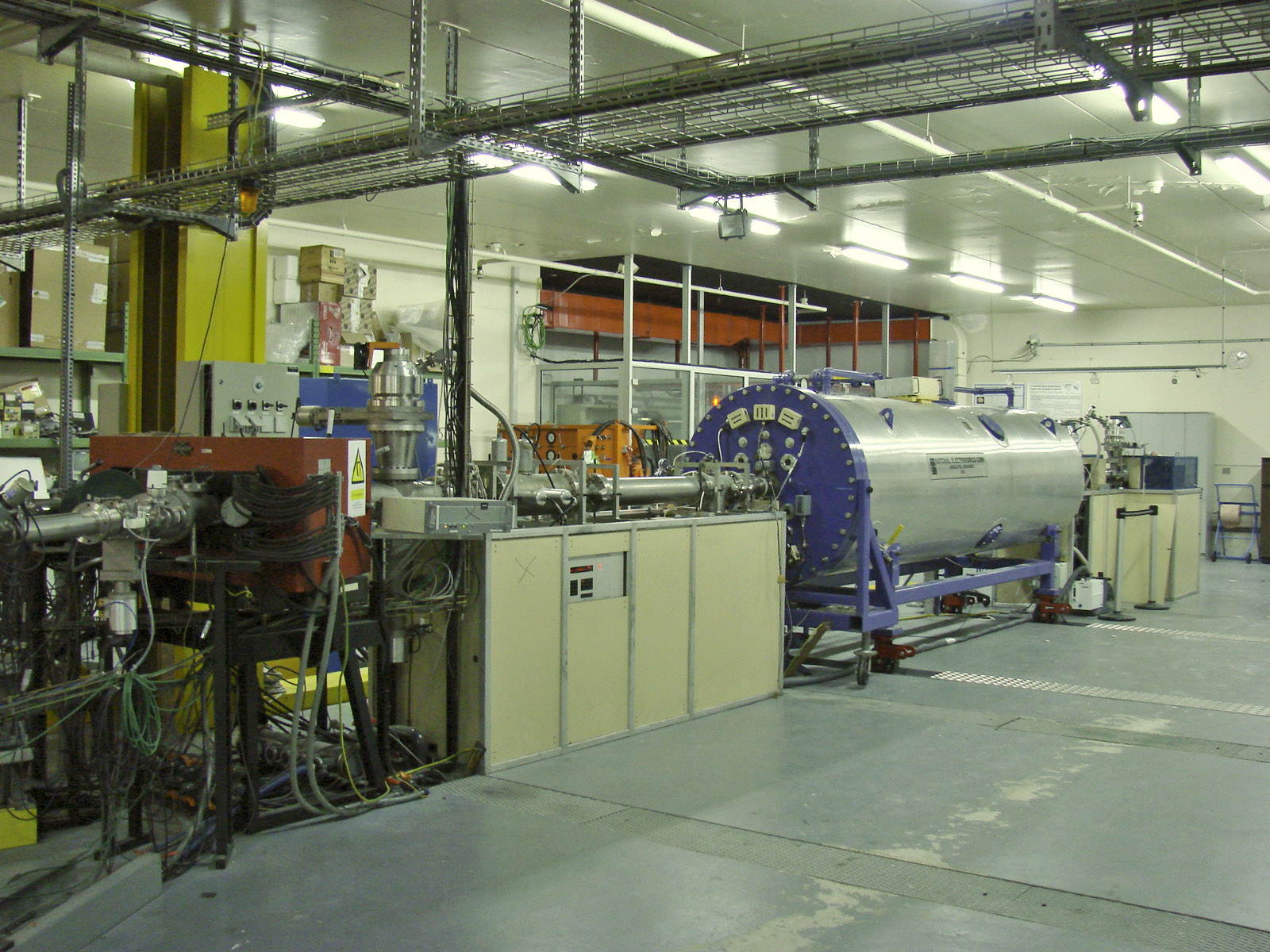
L'accélérateur de particules AGLAE utilisé pour l'analyse non destructive de pièces de musée.

Les accélérateurs ont des applications aussi variées que :
- la physique nucléaire (production de neutrons), pour la recherche fondamentale sur les particules élémentaires des hautes énergies ;
- le domaine médical, pour le traitement des cancers par radiothérapie ;
- le domaine militaire, en particulier pour la simulation des armes nucléaires.
- le domaine énergétique, un réacteur nucléaire alimenté par un accélérateur de particules linéaire permettrait de produire 100 fois moins de déchets nucléaires ayant une durée de radiotoxicité de 300 ans, au lieu de 300 000 ans pour les réacteurs nucléaires conventionnels. La première installation de ce type est le réacteur MYRRHA, qui devrait être opérationnel en 2038[7].

En physique fondamentale, ils servent à accélérer des faisceaux de particules chargées (électrons, positons, protons, antiprotons, ions…) pour les faire entrer en collision et étudier les particules élémentaires générées au cours de cette collision. L'énergie des particules ainsi accélérées se mesure en électron-volts (eV) mais les unités sont souvent le million (1 MeV=106 eV), le milliard d'électronvolts (1 GeV=109 eV). La physique des hautes énergies (ou subnucléaire ou des particules élémentaires) se définit justement à partir du GeV et au-delà.
| Domaine               | Méthodes                                                        | Buts recherchés                                  |
| --------------------- | --------------------------------------------------------------- | ------------------------------------------------ |
| Recherche en physique | Faisceaux énergétiques de particules                            | Exploration de la matière (voir tableau suivant) |
| Médecine              | Production de radioisotopes                                     | Imagerie, scintigraphies, traceurs               |
| Médecine              | Irradiations : rayons X, gamma, protons, électrons, ions lourds | Radiothérapie anti tumorale                      |
| Électronique          | Faisceaux d'électrons                                           | Gravure des circuits intégrés                    |
| Sécurité alimentaire  | Irradiation des aliments                                        | Stérilisation                                    |
| Archéologie           | Spectrométrie de masse par accélérateur                         | Datation                                         |

| Recherche | Méthodes | Accélérateurs                                                       |
| --- | --- | ------------------------------------------------------------------- |
| Physique des particules | Collisions | Synchrotrons, collisionneurs à protons ou électrons                 |
| Physique nucléaire | Collisions noyau-noyau                                                                                                 | Accélérateurs d'ions lourds : synchrotron, cyclotron, Tandem, Linac |
| Physique atomique | Collisions atomiques                                                                                                   | Accélérateurs d'ions lourds : synchrotron, cyclotron, Tandem, Linac |
| Matière condensée et physique des surfaces (structure de la matière, propriétés magnétiques, chimiques et électroniques des matériaux) | Diffraction, imagerie, spectroscopies d'absorption, dichroïsme circulaire magnétique, spectroscopies de photoémission, | Rayonnement synchrotron (IR, UV, X mous, X durs)                    |
| Matière condensée (structure et propriétés magnétiques)                                                                                | Diffusion de neutrons                                                                                                  | Linac à protons                                                     |
| Biologie, chimie | Cristallographie des protéines, des virus, activation, cinétique chimique et biochimique                               | Rayonnement synchrotron, laser à électrons libres                   |
| Physique des matériaux | Analyse par activation, spectrométrie de masse                                                                         | Van de Graaff Tandem                                                |

## Discipline
L'étude et la conception des accélérateurs de particules est une discipline extrêmement riche car au confluent de nombreuses physiques et techniques de pointe :
- Source de particules : physique atomique, ionique, des plasmas, interaction particules-matière.
- Chambre de l'accélérateur : techniques du vide et de l'ultra-vide.
- Structures accélératrices et de transport : techniques du vide, mécanique, thermique, électromagnétisme, supraconductivité, électronique HF.
- Contrôle-commande : informatique, automatisme, électronique BF.
- Diagnostic : interaction particules-matière, traitement du signal.
- Hautes tensions : électrotechnique.
- Radioprotection : physique nucléaire.
- Dynamique des faisceaux : relativité, cinématique, dynamique hamiltonienne, transport, statistiques, simulation numérique.

En plus de la physique qui lui est propre, l'étonnante variété des applications des accélérateurs permet à ses physiciens de côtoyer de nombreuses communautés de chercheurs (cf. paragraphe précédent)
La discipline, de par les projets gigantesques qu'elle engendre, possède une dimension internationale. Elle est représentée et animée en France par une division à la Société française de physique et en Europe par un groupe à l’European Physical Society. Ces entités, en collaboration avec les autres sociétés savantes étrangères (États-Unis, Russie, Japon, Chine, ...), organisent de nombreuses conférences et workshops.
En France, la physique et technologie des accélérateurs est enseignée, à partir du niveau master 2, par quelques universités ou organismes européens

## Caractéristiques communes
Tous les accélérateurs de particules sont constitués de plusieurs sous-ensembles successifs, remplissant diverses fonctions, de la source à la cible et dans un vide poussé : Production et émission des particules chargées (par exemple grâce à une cathode) : ions (proton) ou électrons en général, antiparticules comme l'antiproton et le positron, l'injection dans le tube cylindrique vide d'air où les particules seront accélérées.
L'accélération proprement dite (éventuellement par plusieurs sections successives), utilisant des procédés techniques divers : champs électriques continus ou alternatifs à haute fréquence, le guidage du faisceau le long de l'accélérateur à l'aide de déflecteurs électrostatiques ou magnétiques, la focalisation du faisceau pour empêcher sa divergence (lentilles électrostatiques ou magnétiques).
Enfin la préparation du faisceau de particules à son utilisation : 
Déflecteurs qui déplacent le faisceau dans la direction voulue, système de collimation (également pour les applications médicales), détecteurs des particules, cible (épaisse ou mince), métallique destinée à produire des rayons X de haute énergie (notamment pour les applications médicales). La cible peut être un autre faisceau et raccordement à un autre accélérateur (recherche en physique des particules).

## Les accélérateurs rectilignes ou linéaires
On trouve plusieurs techniques d'accélération, par exemple :
- les accélérateurs électrostatiques : une haute tension statique est appliquée entre 2 électrodes produisant ainsi un champ électrique statique ;

- les multiplicateurs de tension (combinaison en cascade de condensateurs et de redresseurs) de type Greinacher ou Cockcroft et Walton permettent d'obtenir des hautes tensions qui ont les caractéristiques des machines proprement électrostatiques (Singletron, Tandetron de HVEE). L'énergie acquise par les particules est égale, en électron-volts, au produit de leur nombre de charge par la différence de potentiel entre leur lieu de production (source) et leur lieu d'extraction, le microscope électronique est le plus connu des accélérateurs électrostatiques. L'accélération sous quelques centaines de keV fournit des longueurs d'onde adaptées aux dimensions des cellules, des virus, des microcristaux et des plus grosses molécules. Le générateur électrostatique le plus typique est le générateur de Van de Graaff : la différence de potentiel est de quelques MeV (20 MeV pour les accélérateurs-tandem de type Vivitron, Laddertron ou Pelletron). Pour accroître l'énergie à tension constante, on ne peut qu'augmenter la charge électrique. Mais les sources d'ions multichargés sont, en général, complexes, et il est peu commode de les loger dans une électrode haute tension. L'accélérateur électrostatique tandem (1958) apporte une solution à ce problème. Les ions négatifs (charge : -e) produits par la source sont accélérés jusqu'au milieu du tube (potentiel +V). Ils traversent un éplucheur d'électrons (stripper), en passant à travers une faible quantité de matière (petite section de gaz ou feuille de métal ou de carbone très mince). Les ions positifs ainsi formés sont accélérés par la tension V. L'énergie finale vaut alors (n+1)eV si n est le nombre de charges de l'ion positif final. La source d'ions et la cible sont toutes deux à la masse (ou sol). Pour des protons (en démarrant avec une source d'ions H-), l'énergie finale est le double de celle permise par une machine classique (avec une source de protons). Les ions les plus lourds peuvent atteindre des énergies finales de plusieurs centaines de MeV. Le principal inconvénient porte sur la plus forte difficulté à produire des ions négatifs (avec un excès d'électrons) que des ions positifs (avec un défaut d'électrons). Dans ce type de machines, la haute tension est produite comme suit : des charges sont déposées sur une courroie isolante à l'extrémité du tube accélérateur, la courroie est entraînée par un moteur (source d'énergie), les charges sont ensuite récupérées à l'autre extrémité de l'accélérateur, elles reviennent (courant) vers leur source à travers un pont de résistances qui produit la tension.

- les accélérateurs linéaires à radiofréquences de type Wideroë (1928) ou Alvarez (1947), couramment appelés LINAC (éléments disposés en ligne droite) : la trajectoire des particules est toujours rectiligne, mais le champ électrique est de haute fréquence. Les sources alternatives Haute Fréquence utilisées sont presque toujours des klystrons (tubes amplificateurs hyperfréquences) dont la puissance de crête peut atteindre 60 MW. Les particules sont accélérées par impulsions successives convenablement synchronisées sans avoir à isoler des différences de potentiel équivalentes à l'énergie finale. Le faisceau en passant dans une suite de cavités où règne un champ électrique alternatif va pouvoir atteindre une énergie de quelques centaines de MeV. On distingue encore deux types selon qu'il s'agit d'accélérateurs d'ions (basses énergies) ou d'électrons (haute énergie). Les accélérateurs linéaires sont plus anciens que les accélérateurs circulaires ; ils sont apparus dès 1931 avec l'accélérateur linéaire de Wideroë, repris par Sloan et Lawrence aux États-Unis. En France, au début des années 1960, on a construit à Orsay en Essonne un accélérateur linéaire et son Anneau de Collision (ACO) dont l'énergie était de l'ordre du GeV. Les accélérateur linéaires ne permettaient pas, initialement, de produire des faisceaux d'aussi grande énergie que les accélérateurs circulaires. En revanche ils ont de nombreux avantages. En effet, la géométrie est « ouverte », c'est-à-dire que l'on peut envoyer ou extraire le faisceau facilement et un faisceau de flux élevé pourra être transporté avec les techniques actuelles. Ils sont souvent utilisés comme injecteurs de faisceaux dans les grandes structures (collisionneurs circulaires), et maintenant développés comme éléments de grands collisionneurs linéaires. Actuellement[Quand ?], le plus grand accélérateur linéaire au monde est celui de Stanford aux États-Unis.

## Les accélérateurs circulaires
Ce sont les accélérateurs circulaires qui détiennent le record d'énergie. Il est facile de comprendre pourquoi. L'énergie reçue par mètre de trajectoire, c'est-à-dire l'intensité du champ électrique accélérateur, est limitée par des facteurs physiques et techniques. En « enroulant » la trajectoire, on obtient l'équivalent d'un accélérateur rectiligne ayant, non pas des kilomètres, mais des milliers de kilomètres de longueur.
Parmi les « circulaires » on distingue d'abord ceux qui emploient un champ magnétique fixe, (et un aimant massif) et où, par suite, les trajectoires sont des spirales : ce sont les cyclotrons (E. Lawrence, 1929) et le synchrocyclotron (conçu à Berkeley en 1946). Au contraire, dans les synchrotrons (E. Mc Millan et V. Veksler), le champ magnétique varie pendant l'accélération, de telle sorte que celle-ci a lieu sur un cercle invariable et que l'électroaimant (annulaire) est, à énergie égale, considérablement réduit. Les synchrotrons sont donc, pour des raisons économiques, les accélérateurs permettant d'avoir des orbites de très grand rayon.
On distingue ainsi deux types d'accélérateurs circulaires : les cyclotrons et les synchrotrons.

### Cyclotrons
Les trajectoires des particules sont des spirales, sont constitués d'un seul aimant de courbure dont le diamètre peut atteindre plusieurs mètres. Historiquement, le cyclotron a permis la découverte de plusieurs particules fondamentales. Ils peuvent accélérer des particules chargées, des ions lourds mais pas les électrons. En France, le Grand accélérateur national d'ions lourds (GANIL) situé à Caen est constitué de deux cyclotrons isochrones.

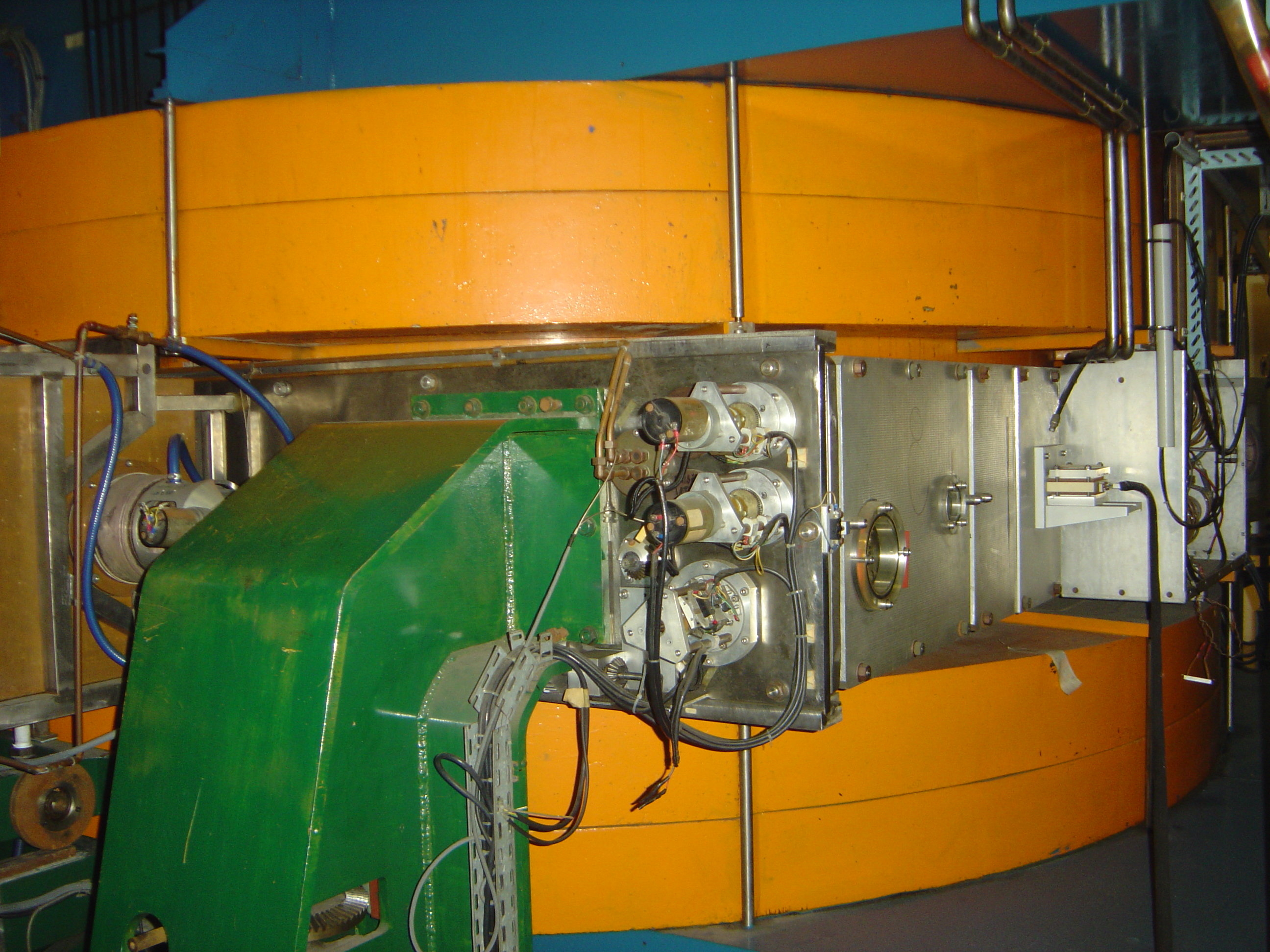
L'électroaimant du synchrocyclotron au centre de protonthérapie d'Orsay

### Synchrotrons
Contrairement au cyclotron, le champ magnétique n'est pas appliqué sur toute la surface circulaire, mais uniquement sur la circonférence. Dans ce type d'accélérateur, les particules circulent sur la même trajectoire presque circulaire à l'intérieur d'une série d'aimants de courbure. L'accélération est réalisée par un champ électrique résonnant. Le courant alternatif est appliqué seulement sur l'intervalle et non sur tout le parcours des particules. Plus l'énergie augmente, plus la fréquence du signal alternatif appliqué sur l'intervalle doit augmenter, pour maintenir l'accélération constante. Afin de maintenir les particules sur la même trajectoire, le champ magnétique augmente au fur et à mesure que l'énergie des particules augmente. Ces machines ont permis de découvrir de nombreuses particules élémentaires. Un des premiers synchrotrons, le Bévatron (Berkeley, 1954) servit à démontrer l'existence de l'antiproton. Les synchrotrons ont permis d'obtenir des preuves expérimentales d'éléments fondamentaux comme les quarks. Ils sont utilisés dans les collisionneurs actuels. Il y a ceux qui accélèrent les électrons (comme le LEP) et ceux qui accélèrent les protons (comme le SPS). Aujourd'hui un synchrotron (même de troisième génération) est un très grand instrument banalisé, partagé, accessible, formateur et pluridisciplinaire. La lumière synchrotron (rayonnement synchrotron) fait l'objet de demande de temps d'accès en forte croissance dans tous les pays du monde, en particulier en France.

## Les machines à rayonnement synchrotron
Lorsqu'un synchrotron fait tourner des faisceaux d'électrons, l'énergie possible est limitée par le rayonnement inhérent au mouvement circulaire des électrons, qui croît très vite et dissipe l'énergie reçue par les particules. Cette radiation électromagnétique est connue sous le nom de « Bremsstrahlung » dans le cas d'un tube à rayons X. Dans les accélérateurs d'électrons, des cavités résonantes accélératrices fournissent l'énergie perdue par le rayonnement synchrotron (ou synchrotronique).

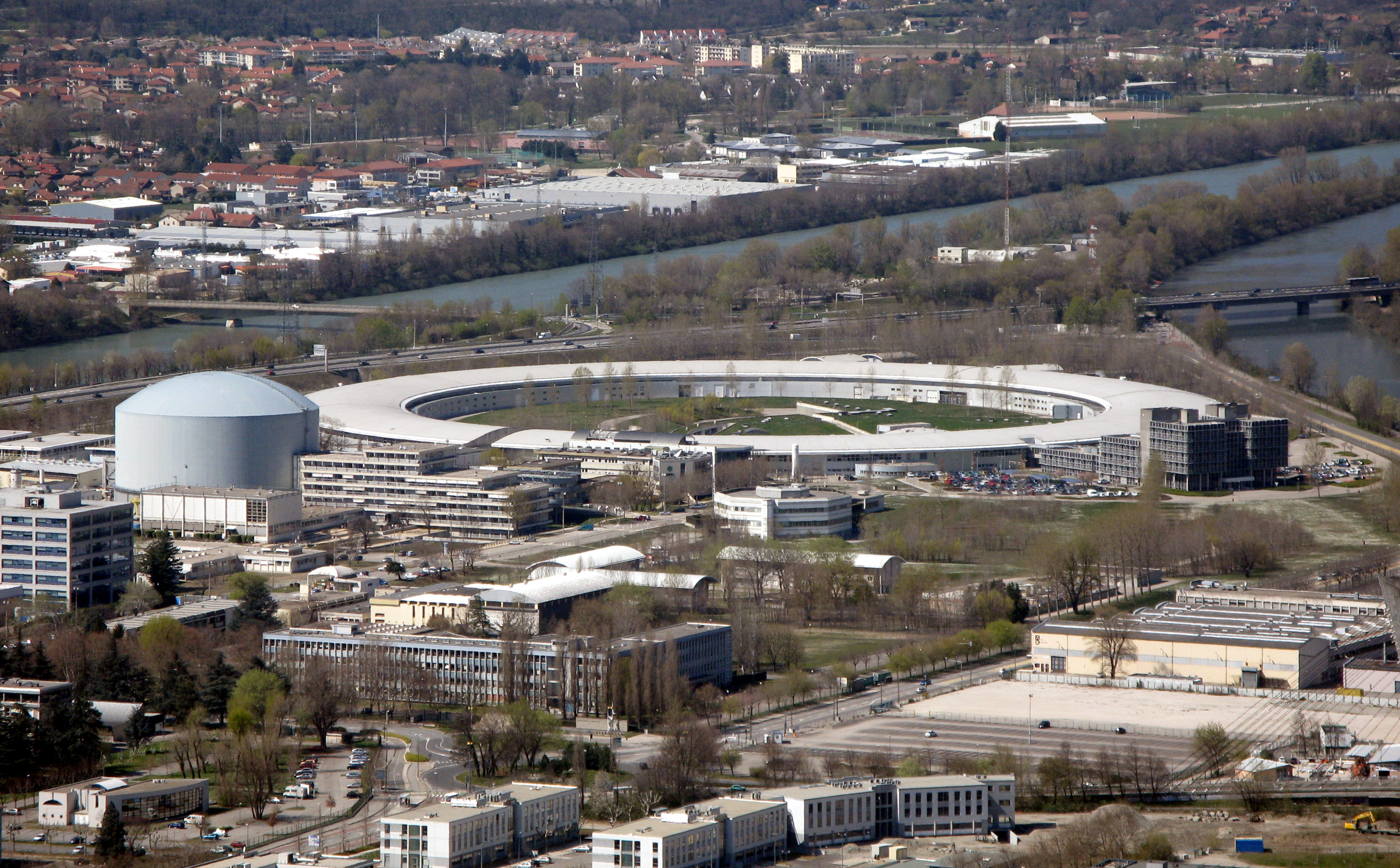
L'European Synchrotron Radiation Facility situé à l'extrémité du polygone scientifique de Grenoble est le premier synchrotron de quatrième génération.

De rayonnement photonique parasitaire (J. Blewett, 1947), la lumière synchrotron est devenue désirable.
Des dispositifs scientifiques (onduleurs, anneaux de stockage d'électrons) ont été construits pour paramétrer et utiliser ce rayonnement, dont l'intensité, le spectre (lumière visible, ultraviolet du vide, rayons X, rayons gamma) permettent une exploitation en physique, en chimie, en microlithographie des circuits intégrés, dans l'étude de la matière vivante.
Les synchrotrons produisent des ondes magnétiques de toutes longueurs d'onde, utilisées par un nombre important de méthodes d'analyse de la lumière. Ces machines sont constituées d'une part d'un injecteur et d'un anneau de stockage d'une circonférence de cent à plusieurs centaines de mètres, dans lequel les électrons tournent 350 000 fois par seconde à une vitesse proche de celle de la lumière, et, d'autre part, de lignes de lumière et de postes expérimentaux périphériques qui utilisent la lumière émise par les électrons lors de passage dans des aimants de courbure ou des chicanes magnétiques (wigglers et onduleurs) placées sur leur trajectoire, lumière dénommée rayonnement synchrotron. Le rayonnement des synchrotrons de troisième génération est mille milliards de fois plus brillant que les rayons émis par des équipements de laboratoire comme les tubes à rayons X.
Les trois plus grands synchrotrons générateurs de lumière synchrotron sont le SPring-8 (8 GeV) à Hyogo, Japon, l'APS (Advanced Photon Source, 7 GeV), à Argonne, États-Unis, et l'European Synchrotron Radiation Facility, 6 GeV, à Grenoble, France.
Le synchrotron SOLEIL (Source optimisée de Lumière d'énergie intermédiaire du Lure) est le second site d'un synchrotron de troisième génération en France, sur le plateau de Saclay, Essonne. Il est composé de deux accélérateurs (un accélérateur linéaire et un accélérateur circulaire booster) et d'un anneau de stockage, polygone de 354 m de périmètre.
En décembre 2018, l'European Synchrotron Radiation Facility fait une pause de vingt mois afin d'améliorer ses performances. À l'été 2020, il devient le premier synchrotron de quatrième génération avec des rayons X 10 000 milliards de fois plus brillants que ceux des appareils radiographiques utilisés dans les hôpitaux.

## Les anneaux de stockage
Ils servent à mettre en attente et à renforcer les faisceaux de particules qui seront injectées dans l'accélérateur collisionneur. Les anneaux de stockage peuvent faire office de collisionneurs lorsque les faisceaux stockés sur des orbites séparées sont mis en interaction (par court-circuit de la haute tension électrostatique de séparation).

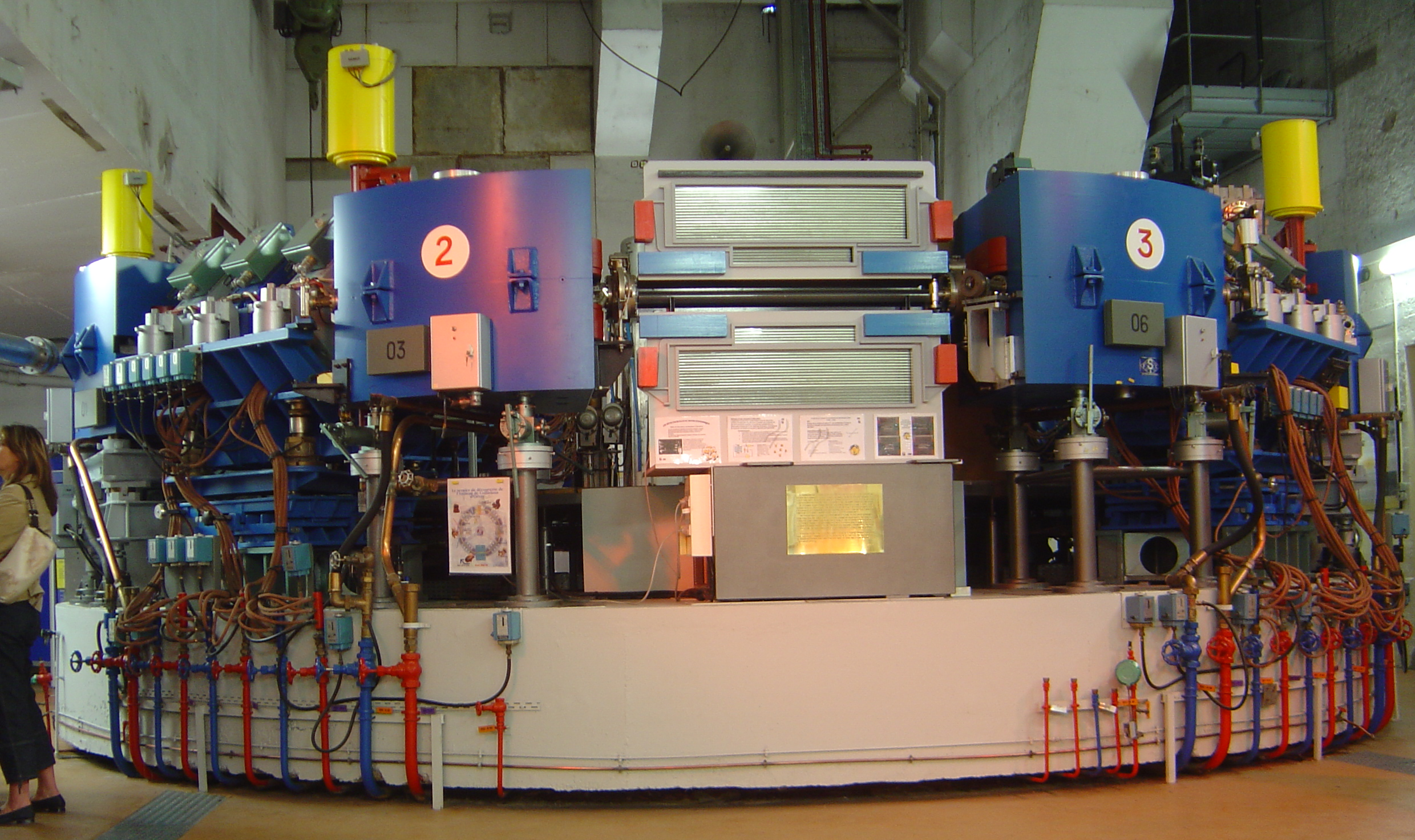
Anneau de stockage de particules ACO d'Orsay

- Le choc de front (dans le centre de masse) de deux faisceaux de particules libère toute l'énergie cinétique acquise lors de l'accélération. Le gain d'énergie utile est considérable. Cela ne va pas sans difficultés, car la densité des particules dans le faisceau d'un accélérateur est beaucoup plus faible que la densité des noyaux dans une cible fixe. Pour obtenir un taux d'interaction décelable, il faut donc disposer de courants accélérés très intenses, ce qui a conduit au développement des techniques de stockage et d'accumulation des faisceaux. Il s'agit d'un synchrotron dont on garde le champ magnétique constant. Deux faisceaux d'électrons et de positrons peuvent y circuler simultanément. L'anneau de stockage peut fonctionner en anneau de collision.
- L'Anneau de Collision d'Orsay (ACO) a fonctionné du début des années 1960 jusqu'en 1988. Pour provoquer des collisions entre des bouffées d'électrons et des bouffées de positrons, les particules étaient injectées à la cadence d'une dizaine de bouffées par seconde. Il faut des milliers de bouffées pour former un faisceau stocké. Au total, l'injection des deux types de particules durait environ une demi-heure.
- Les anneaux de stockage à intersection (Intersecting Storage Rings ; ISR) permettent de stocker dans deux anneaux séparés un seul type de particule. Les faisceaux de protons se croisent en 6 ou 8 points. Les ISR (CERN, 1971-1984) étaient un exploit technique mais les résultats de leur physique n'ont pas été à la hauteur. Ils ont permis d'observer la production de particules à grande impulsion transverse.

## Les collisionneurs
Les machines de pointe actuelles sont des collisionneurs.
Pour examiner la structure intime des constituants du noyau atomique les accélérateurs doivent accélérer les particules au-delà de 1 GeV. Les lois de la mécanique quantique permettent de décrire les particules à la fois par leur trajectoire physique et par leur fonction d'onde. Si la longueur d'onde de la particule sonde est courte, la matière peut être examinée à une échelle extrêmement petite. La mécanique quantique met en relation cette longueur d'onde avec l'énergie des particules entrant en collision : plus l'énergie est haute, plus courte est la longueur d'onde. Il y a une autre raison à l'utilisation des hautes énergies. La plupart des objets qui intéressent les physiciens des particules élémentaires aujourd'hui n'existent pas à l'état libre dans la nature ; ils doivent être créés artificiellement en laboratoire. La célèbre équation E=mc2 gouverne l'énergie de collision E requise pour produire une particule de masse m. Plusieurs des particules les plus intéressantes sont si lourdes que des énergies de collision de centaines de GeV sont nécessaires pour les créer. En fait pour comprendre et consolider les théories actuelles il faut aller au-delà du TeV (en construisant des accélérateurs permettant la physique Terascale).
Il y a quatre catégories de collisionneurs : 
- électrons contre positrons. Exemples : le Centre de l'accélérateur linéaire de Stanford ; le Grand collisionneur électron-positron (LEP).
- hadrons contre hadrons (protons contre protons, proton contre antiprotons). Exemples : le Super Proton Synchrotron ; le Tevatron ; le Large Hadron Collider.
- électrons contre protons. Le seul et unique exemple fut l’HERA.
- ions contre ions. Exemples : le Collisionneur d'ions lourds relativistes ; le LHC pourra également faire entrer en collision des ions lourds au sein de l’expérience ALICE.

Par ailleurs, sont également envisagées des collisions électrons contre ions.

### Circulaires
Ces accélérateurs collisionneurs sont semblables aux synchrotrons dans le sens où les particules circulent également le long d'une trajectoire circulaire de rayon invariant. La différence est que les collisionneurs produisent des collisions directement entre deux faisceaux de particules accélérés en sens inverse et non plus sur une cible fixe. L'invention des collisionneurs permet de surmonter la baisse de rendement (liée aux lois de la mécanique relativiste) des accélérateurs quand l'énergie croît. Le choc entre un proton accéléré, par exemple, avec un proton au repos génère, dans le système du centre de masse, une énergie beaucoup plus faible que l'énergie du projectile. La proportion d'énergie vraiment utilisable décroit avec l'énergie des projectiles. Si on fait entrer en collision deux particules de directions opposées, chacune ayant l'énergie E, l'énergie dans le centre de masse sera égale à 2 E. Un tel choc permet d'utiliser toute l'énergie produite, et non pas une fraction comme dans les expériences à cible fixe des accélérateurs classiques.  Au CERN, à Genève, le Super Proton Synchrotron (SPS) atteint des énergies de 450 GeV. Il a servi d'injecteur au Large Electron Positron (LEP) et sert maintenant pour le Large Hadron Collider (LHC, 2008) qui utilise largement la supraconductivité.

Le système des préaccélérateurs, le collisionneur et les expériences au LHC en 2008.
Les préaccélérateurs sont le PS (Proton Synchrotron) et le SPS (Super Protron Synchrotron). Le Proton Synchrotron Booster n'est pas représenté. Les accélérateurs linéaires permettent de choisir entre les protons et les ions lourds de plomb. Les 4 expériences principales sont représentées en jaune sur le collisionneur.

### Linéaires
Les collisionneurs linéaires électrons-électrons.
Le collisionneur linéaire électrons - positons de Stanford : 
L'ILC (International Linear Collider) est en voie d'étude (XXIe siècle). Le lieu de construction ainsi que les techniques employées n'ont pas encore été déterminés (le Technical Design Report n'est attendu que pour 2010) . Avec le Large Hadron Collider du CERN, il permettra, entre 2015 et 2025, d'explorer la matière au-delà de nos connaissances actuelles (et des possibilités des accélérateurs actuels). La nature des collisions à l'ILC devrait permettre de compléter les questions soulevées par des découvertes du LHC (matière sombre, existence des supersymétries). Deux LINAC de 20 kilomètres de long se feront face. Les faisceaux d'électrons et de positrons atteindront chacun 99,9999999998 % de la vitesse de la lumière. Chaque faisceau contiendra 10 milliards d'électrons ou de positrons comprimés dans une section de trois nanomètres. Au rendez-vous des collisions, les cavités accélératrices à supraconductivité opèreront à une température proche du zéro absolu. Les faisceaux entreront en collision 2 000 fois par seconde.

### Collision élastique et collision inélastique
Le système du laboratoire est celui où le dispositif expérimental est au repos.
Le système du centre de masse est celui où les deux particules initiales ont des impulsions égales et opposées.
Après une collision élastique, les deux particules incidentes sont conservées, seules leurs impulsions sont modifiées. Dans le centre de masse seules les directions des particules ont changé.
Après une collision inélastique, d'autres particules sont créées, à la place ou en plus des particules incidentes. Une partie de l'énergie a été transformée en masse. La somme vectorielle des impulsions est conservée.

### Section efficace et luminosité
La probabilité d'une interaction lors de la collision entre deux particules s'appelle sa section efficace (dimension d'une surface L2). Son unité est le barn (b). 1 b = 10−24 cm2. Les processus rares ou très rares s'expriment en sous multiples du barn : µb (microbarn), nb (nanobarn), pb (picobarn), fb (femtobarn).
 La qualité d'un collisionneur à produire des collisions s'appelle sa luminosité. Elle se mesure en cm-2.s-1. La haute luminosité d'un collisionneur est aussi importante que la haute énergie dans la recherche d'événements rares. Par exemple le Large Hadron Collider aura une luminosité de 1034 cm−2 s−1 en régime nominal.

## Constructeurs

### Les accélérateurs électrostatiques
La production commerciale des accélérateurs à courant continu a débuté à la fin des années 1930 avec les séries de machines Cockcroft-Walton construites par Philips à Eindhoven. En France à la fin de la seconde Guerre mondiale, Noël Felici à Grenoble commença à construire des générateurs électrostatiques à cylindre fonctionnant dans l'hydrogène. La SAMES construisit et commercialisa des générateurs Felici de 1 MV et 100 µA jusqu'à ce qu'ils soient détrônés par les générateurs à courants redressés. En Suisse, Haefely développa des générateurs multiplicateurs de tension, pressurisés en air pour alimenter des injecteurs de cyclotron. J. Van de Graaff et ses collègues créèrent en 1946 l’HVEC (High Voltage Engineering Corporation). Des accélérateurs électrostatiques d'électrons et d’ions, avec des énergies de 0,4 à 5,5 MeV entrèrent en production. La demande fut telle qu'une filiale européenne commença une production aux Pays-Bas sous le nom de HVEE (High Voltage Engineering Europa). La production d'accélérateurs électrostatiques Tandem commença en 1958. En URSS la production d'accélérateurs à courroie commença en 1955 à Léningrad (Institut de recherche en électrophysique Efremov). Des accélérateurs électrostatiques simples à 5 MV et un Tandem vertical de 6 MV furent conçus en URSS et exportés en Finlande, Chine et ailleurs. En 1958, Radiation Dynamics Inc. construisit des générateurs multiplicateurs de tension de type Dynamitron imaginés par Cleland, pour alimenter des accélérateurs d'électrons et d'ions. Ray Herb remplaça la courroie des Van de Graaff par un système de charge par chaîne alternant élément en nylon et éléments en acier : le système Pelletron. En 1964, il fonda NEC (National Electrostatics Corporation) qui construisit des accélérateurs verticaux et horizontaux pour la recherche et la physique nucléaire. On lui doit le Pelletron de 25 MV de Oak Ridge (record mondial dans cette classe d'accélérateurs électrostatiques). En 1978 Purser, chez General Ionex Corporation, commença à fabriquer de petits accélérateurs tandem pour la recherche en utilisant le système inventé par Cleland. Sous le nom de Tandetron et Singletron, ces machines fondées sur des générateurs à courant continu sont maintenant fabriquées par HVEE. En 1984, Letournel à Strasbourg créa VIVIRAD (à l'origine de la fabrication du VIVITRON).

### Les autres accélérateurs
L'histoire des constructeurs des cyclotrons et des synchrotrons reste à écrire. Les grands équipements ont fait l'objet d'une coopération où l'on trouve les noms de General Electric, Siemens, la Compagnie générale de radiologie, Alsthom, Mitsubishi, Kraftanlagen, Argos.
Dans les applications médicales (radiothérapie) les petits accélérateurs linéaires sont construits par Varian Clinac (Varian - Linear accelerators), Siemens, Elekta, OSI (Oncology Services International), IBA (Ion Beam Application) à Louvain-la-Neuve, Belgique.
Les 20 km d'électro-aimants du LHC sont bobinés avec 7 000 km de câble supraconducteur. Ce câble est produit, depuis l'an 2000, dans quatre usines en Europe, une au Japon et une aux États-Unis. Au total, quatre entreprises sont impliquées dans cette production : Alstom, European Advanced Superconductors, Outokumpu et Furukawa.

## Les apports de la supraconductivité

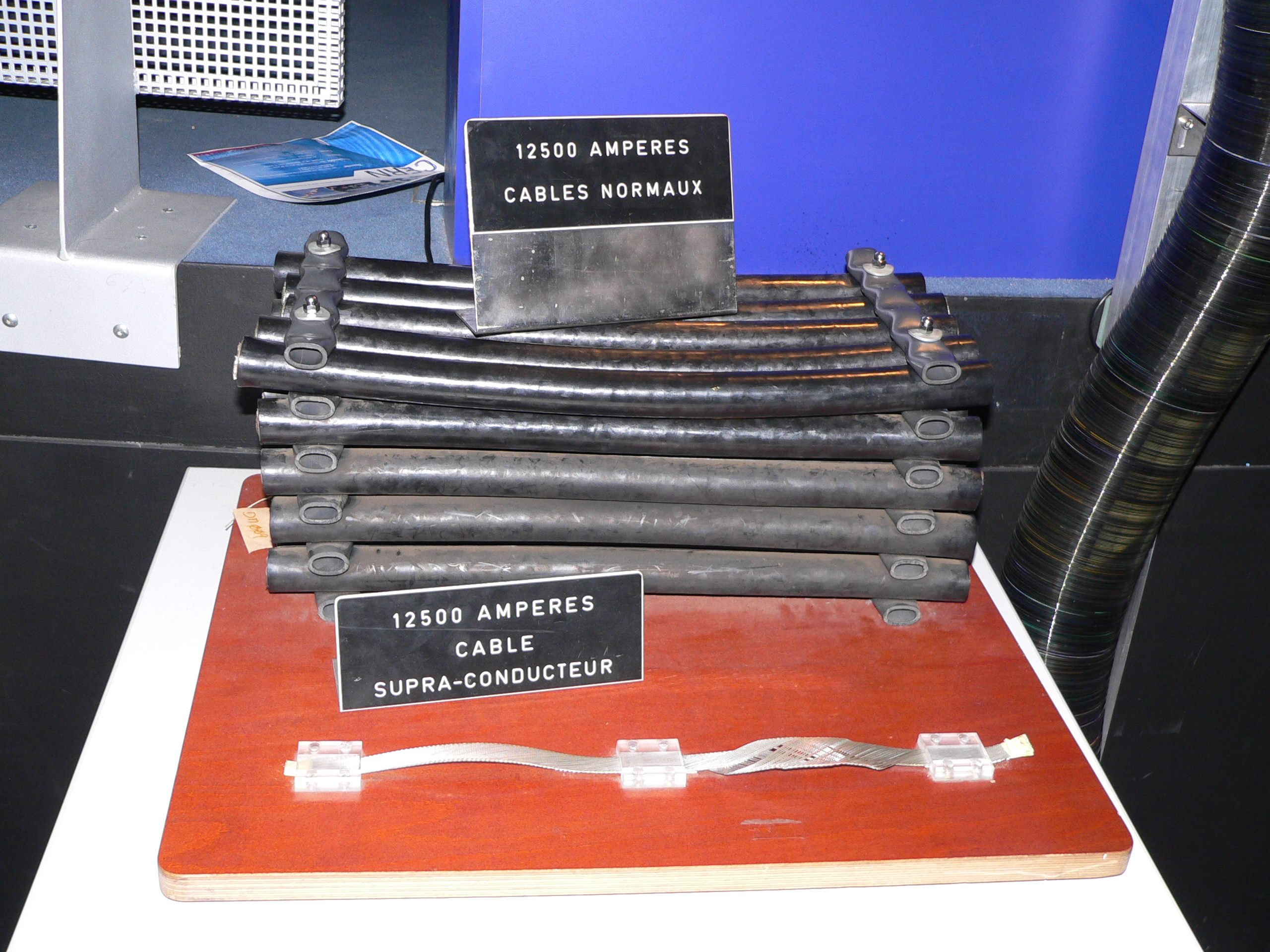
Câbles d'alimentation des expériences du CERN : en haut, les câbles du LEP ; en blanc, les câbles du LHC, supraconducteurs (même puissance).

Un des progrès techniques les plus importants des années 1970-1990 a été la maitrise des supraconducteurs destinés aux électroaimants et aux cavités accélératrices. Certains métaux refroidis à une température proche du zéro absolu (−273 °C) perdent alors toute résistivité électrique, ce qui permet d'y faire circuler sans perte des courants élevés. Fabriquer des électroaimants supraconducteurs a été une suite de difficultés liées au quenching (le champ magnétique peut altérer la supraconductivité et donc le métal supraconducteur). Les électroaimants doivent atteindre 4 à 5 teslas (40 000 à 50 000 gauss) pour être utilisés dans les accélérateurs. Le but a été atteint avec le Tevatron grâce à un anneau d'électroaimants supraconducteurs. La supraconductivité peut réduire la consommation électrique des cavités à radiofréquences, surtout dans les collisionneurs électrons-positrons, où l'énergie se dissipe en chaleur presque autant qu'elle est communiquée aux particules.
La supraconductivité est aussi utilisée pour la fabrication des cavités accélératrices radiofréquence qui permettent de stocker et d’amplifier le champ électrique destiné à accélérer le faisceau de particules chargées. Pour pouvoir obtenir des champs accélérateurs de l’ordre de 45 MV/m (presque 100 MV/m près de la surface) il faut injecter une onde radiofréquence dans la cavité. Des courants de l’ordre de 1010 à 1012 A/m2 circulent sur la surface interne la cavité et provoquent un échauffement des parois. On ne pourrait pas obtenir de champs aussi élevés en continu avec un conducteur normal : les parois se mettraient à fondre ! En radiofréquence, la résistance d’un supraconducteur n’est pas rigoureusement nulle, mais elle reste environ 100 000 fois plus faible que celle du cuivre, d’où l’intérêt principal de cette technique pour les cavités accélératrices. Mais ce n’est pas le seul avantage : l’utilisation de cavités supraconductrices influence aussi le design de l’accélérateur et la qualité des faisceaux obtenus ; par exemple leurs formes plus ouvertes facilitent l’alignement du faisceau ; quand celui-ci doit se faire sur plusieurs dizaines de kilomètres, cela devient un argument conséquent.

## Déchets
De par leur fonctionnement et les hautes-énergies en jeu, les accélérateurs génèrent des radionucléides (émetteurs alpha, beta ou gamma ou des émetteurs de rayons X de faible énergie), dits radionucléides difficiles-à-mesurer (DTM), par interaction des particules avec la matière et/ou avec les structures environnantes ; ils produisent donc une certaine quantité de déchets radioactifs, généralement très faiblement radioactifs, qui impliquent une procédure appropriée de gestion. 
Ces déchets étaient mal caractérisés, mais une thèse récente, de B Zaffora en 2017  a permis une caractérisation radiologique plus précise de plus de 1 000 m3 de déchets radioactifs du CERN.

## Liste d’accélérateurs
Les sites géographiques

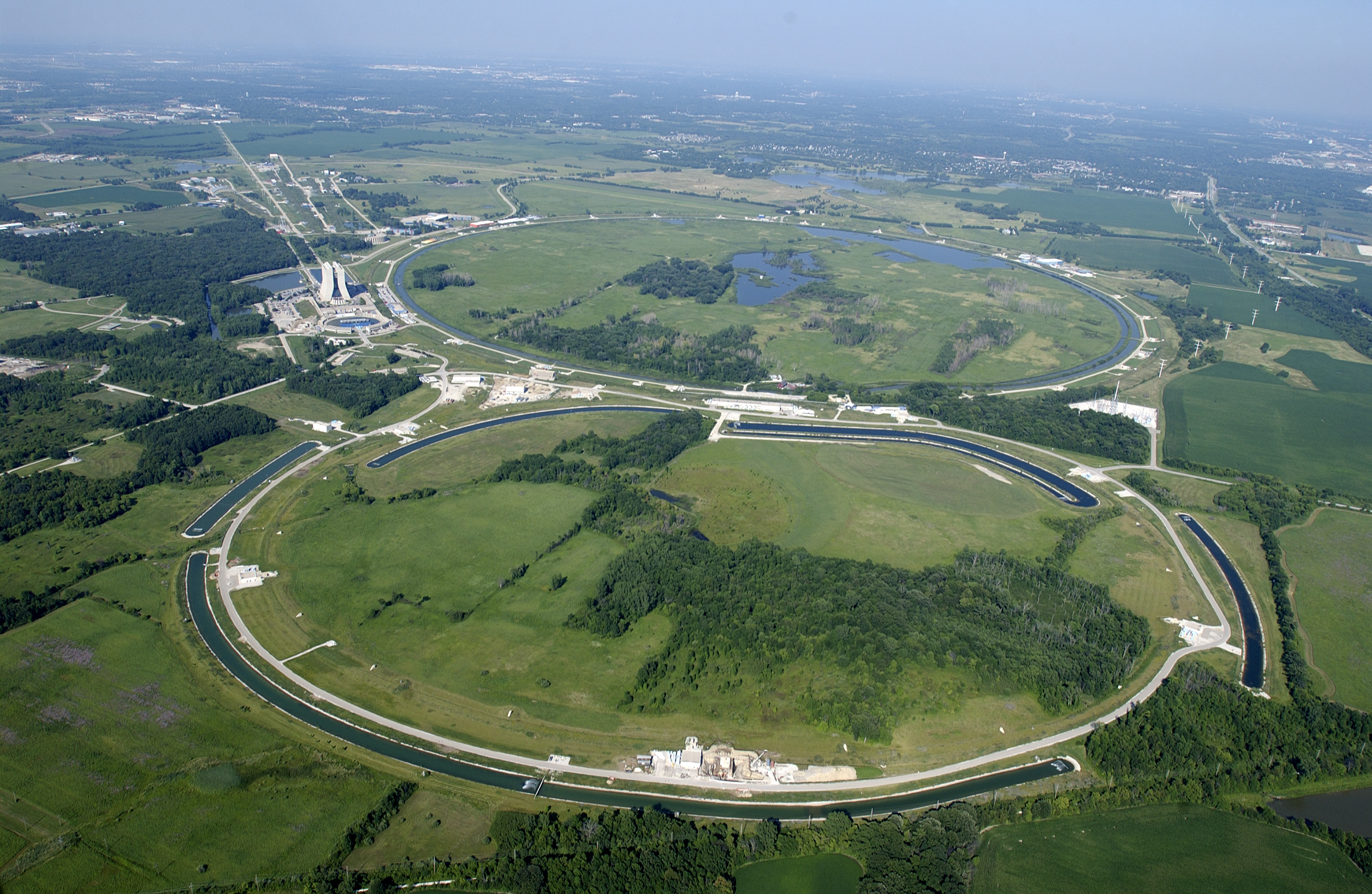
Le Tevatron au Fermilab à Chicago.

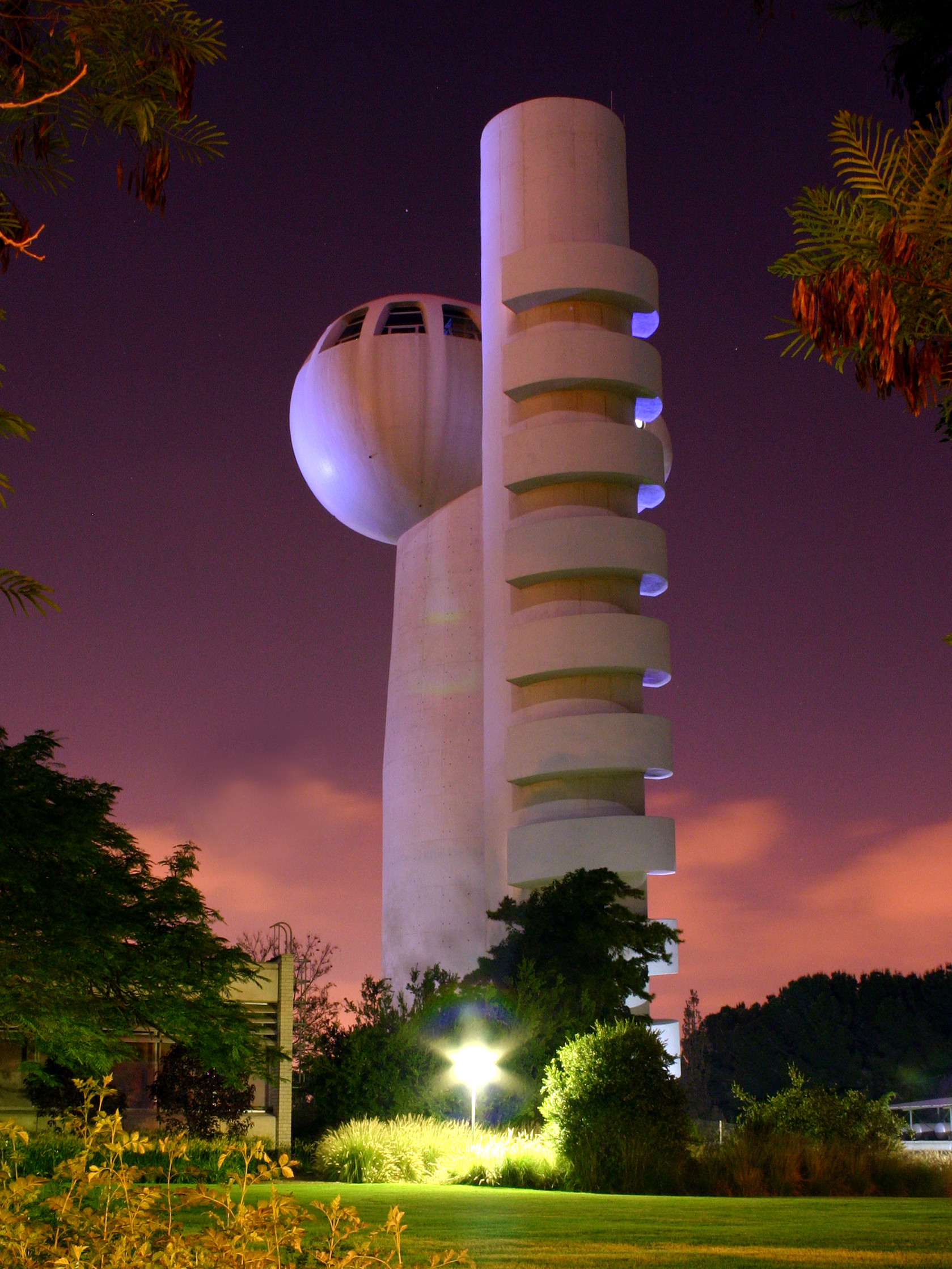
L'accélérateur de particules du Weizmann Institute of Science, Israël.

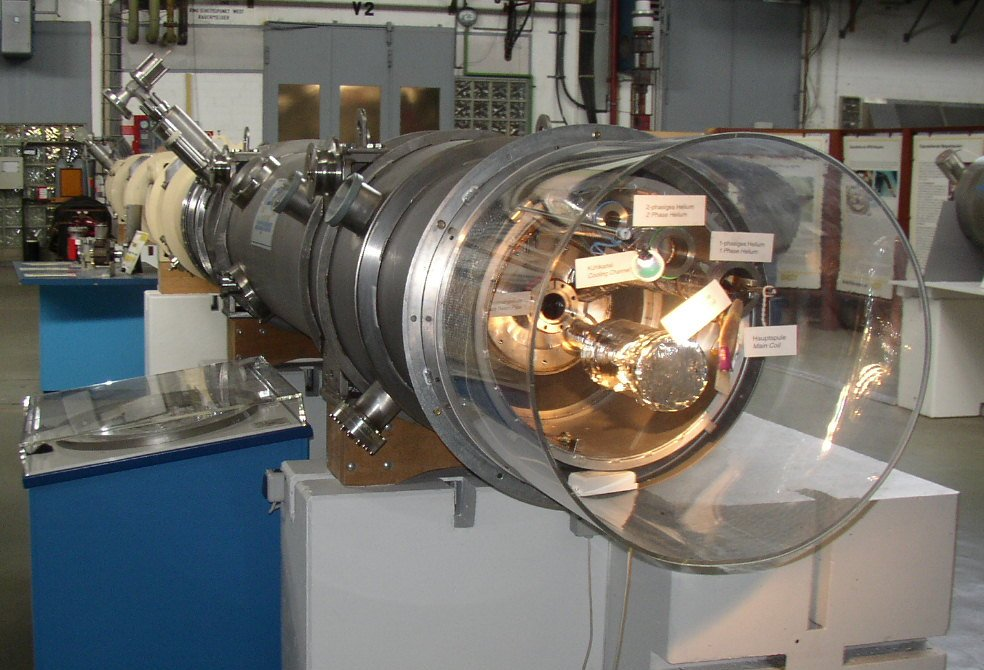
Élément de l'accélérateur DESY.

États-Unis : Brookhaven, Cornell, Stanford, Fermilab
- Tevatron au Fermilab à Chicago (É.-U.) 1984 : Synchrotron à protons de 1 TeV à aimants supraconducteurs - 1986 : Collisionneur protons-antiprotons. A permis la mise en évidence du quark top en 1995 (174 GeV) ;
- RIA à l'université d'État du Michigan (É.-U.) ;
- Centre de l'accélérateur linéaire de Stanford (SLAC) à Stanford. L'accélérateur de particules de 3,2 km de long situé sur le site est le plus long accélérateur linéaire au monde. (É.-U.) ;
- ILC à Stanford ;
- Collisionneur d'ions lourds relativistes (RHIC) à Upton, New York (É.-U.).

Europe
- UNILAC au Centre de_recherche sur les ions lourds (en allemand : Gesellschaft für Schwerionenforschung mbH ou GSI) à Darmstadt (Allemagne) ;
- Deutsches Elektronen-Synchrotron (DESY) à Hambourg (Allemagne) ;
- Hadron Electron Ring Accelerator ou HERA à Hambourg (Allemagne) ;
- PETRA à Hambourg (Allemagne) ;
- Laboratoire de l'accélérateur linéaire (LAL), Orsay, France ;
- VIVITRON à Strasbourg (France), activité arrêtée en 2003 ;
- European Synchrotron Radiation Facility à Grenoble (France) ;
- GANIL à Caen (France) ;
- Synchrotron Soleil à Saint-Aubin (Essonne) (France) ;
- Grand collisionneur électron-positron (en anglais : Large Electron Positron, LEP) au CERN à cheval sur la frontière franco-suisse, à proximité de Genève (Suisse) ;
- Large Hadron Collider (LHC) au CERN à cheval sur la frontière franco-suisse, à proximitéGenève (Suisse) ;
- AGOR cyclotron KVI à Groningue Pays-Bas ;
- Nuclear Research Institute Rez plc République tchèque Cyclotron isochrone à protons[15].

Russie et Biélorussie
- UNK à Serpoukhov ;
- VEPP à Novossibirsk ;
- Joint Institute for Power and Nuclear Research, Minsk Biélorussie Générateur électrostatique 250 KeV à 10 mA[15] ;
- (PNPI) Petersburg Nuclear Physics Institute fédération de Russie Synchrocyclotron à protons 1 000 MeV à 0,003 mA[15] ;
- (ITEP) Institute for Theoretical and Experimental Physics fédération de Russie Synchrotron à protons de 2 600 MeV[15].

Chine : Pékin
- Beijing Electron Positron Collider (BEPC). Linac et anneau de stockage de 240 mètres de diamètre.

Japon
- High Energy Physics and Accelerator ("Koh-Ene-Ken") à Tsukuba (Japon), Linac ;
- TRISTAN à Tokyo.

Corée
- KAERI Korea Atomic Energy Research Institute (KAERI) République de Corée Accélérateur linéaire à proton 1 000 MeV, 20 mA.

## Les échecs ou les projets abandonnés

### ISABELLE (Intersting Storage Accelerator + Belle)
Cet anneau de stockage et collisionneur proton-proton devait opérer au Laboratoire national de Brookhaven (BNL). Les travaux commencent en 1978 mais en 1981 les aimants supraconducteurs se sont montrent moins puissants que nécessaire. Le retard de mise au point de ces aimants à supraconducteurs amène la faillite du projet. La découverte en 1983 des bosons W et Z° au CERN diminue ensuite l'attrait du projet ISABELLE (en) qui est finalement abandonné en juillet 1983 par le département de l'Énergie.

### Le Super Collisionneur Supraconducteur SSC
D'une circonférence de 87 kilomètres sur une aire de Waxahachie au Texas ce collisionneur de hadrons, surnommé Desertron, devait transporter des faisceaux de 20 TeV  pour contribuer à la mise en évidence du boson de Higgs. La construction a commencé en 1991 et 23,5 kilomètres de tunnel étaient creusés fin 1993. Le Congrès américain décida d'abandonner le projet en 1993 en raison du coût prohibitif de la réalisation et peut-être de l'effondrement de l'Union soviétique. Le site est actuellement inoccupé. 
Son concurrent européen, le Large Hadron Collider, a confirmé l'existence du boson de Higgs le 4 juillet 2012 grâce aux expériences ATLAS et CMS.

### Le Vivitron de l'IReS
Le Vivitron a été conçu par Michel Letournel dans les années 1980, après différents développements originaux menés à son initiative sur un accélérateur Van de Graaff Tandem de type MP au sein du Centre de Recherches Nucléaires de Strasbourg. Il a été présenté pour la première fois au laboratoire national d'Oak Ridge (États-Unis) lors d'une conférence internationale en 1981.
Le Centre de recherches nucléaires de Strasbourg avait une expérience solide en matière d'accélérateurs électrostatiques de diverses énergies. Le dernier acquis, au début des années 1970, était un Van de Graaff Tandem dont la tension maximale avait été portée à 16 millions de volts. L'idée de base, une meilleure distribution du champ électrique grâce à des électrodes disposées judicieusement, fut incorporée dans le projet d'un accélérateur électrostatique, le Vivitron, d'une tension maximale de 35 millions de volts, en principe.
Les prouesses techniques étaient prometteuses, les dimensions impressionnantes : longueur de « tank » de 50 mètres, diamètre au centre du tank 8,50 mètres, 60 tonnes de SF6. Donc la courroie de charge avait une longueur de 100 mètres et allait d'un bout à l'autre du tank. Ce Van de Graaff tandem différait des plus grandes machines de ce type par sa structure mécanique interne, réalisée à partir de longerons horizontaux de grande longueur en composite époxy-fibre de verre et de plots radiaux en époxy chargée d'alumine. La distribution uniforme du champ électrique était obtenue par un système de 7 portiques équipés chacun de 7 électrodes discrètes. Les études ont commencé en 1983, le montage entre 1990 et 1993. En 1996, le fonctionnement était fiable à 18 MV. Le cahier des charges n'a pas été rempli, la tension maximale atteinte a été de 25 millions de volts (comme dans les projets similaires aux États-Unis et en Grande-Bretagne). L'exploitation du Vivitron a pris fin en 2003.

## Les accélérateurs de demain

### Le Comité International pour les futurs accélérateurs
Le problème financier devient d'autant plus sensible que la taille des accélérateurs tend à croître démesurément. À la suite des réflexions de l'ICFA, plusieurs équipes ont entrepris de rechercher de nouvelles techniques d'accélération des particules. La science des accélérateurs qui était jusqu'à présent l'apanage des laboratoires constructeurs, est maintenant l'objet de collaborations entre les spécialistes des plasmas, ceux des lasers et d'autres branches de la physique.

### Perspectives

#### Accélérateurs linéaires de physique fondamentale
La notion Terascale qualifie une physique qui décrit les collisions des particules à hautes énergies à partir du TeV (1012 eV). Le LHC et le Tevatron sont des accélérateurs Terascale.
- L'après LHC (collisionneur circulaire) est représenté au DESY (Deutsche Elektron Synchrotron, Allemagne) par le projet de super-collisionneur linéaire TESLA Tera-Electronvolt Energy Superconducting Linear Accelerator), collisionneur linéaire e+e− entièrement supraconducteur. Le projet TESLA est un accélérateur linéaire de 33 kilomètres de long, à 21 000 cavités supraconductrices qui fonctionnant à −271 °C, des champs d'accélération supérieurs à 25 MV/mètre, 500 GeV à 800 GeV d'énergie disponible à chaque collision. Le boson de Higgs et les indices des supersymétries seront étudiés.
- Une deuxième voie est représentée par le projet CLIC, préparé par le CERN mais en retard sur TESLA. L’accélérateur linéaire du CERN qui succédera au LHC, est le Compact LInear Collider (CLIC), qui utilisera des cavités accélératrices en cuivre. Le projet CLIC vise une énergie de 3 à 5 TeV. Ses cavités en cuivre permettent d’obtenir de très grandes accélérations des particules, ce qui réduit la taille de l’accélérateur. Il adopte un concept appelé « accélération à deux faisceaux », qui consiste à utiliser un faisceau de faible énergie et de haute intensité (faisceau pilote) pour créer un faisceau à haute énergie et de faible intensité (faisceau principal), en quelque sorte l’équivalent d’un transformateur électrique. Cela reste toutefois à valider sur le plan technologique.
- L’International Linear Collider (ILC) concurrent de CLIC est plus avancé mais moins puissant que lui (sa technologie est plus maîtrisée). Prévu pour les années 2012-2019 (collisionneur linéaire e+e− de 31 km de long), l'ILC souffre cependant du désengagement des gouvernements britanniques et américains[19].
- Le projet X est un modèle réduit (700 mètres) de l'ILC, accélérateur linéaire à protons de 8 GeV qui serait intégré au centre de l'anneau du Tevatron.
- Les physiciens américains (Fermilab) envisagent des collisions de muons et des usines à neutrinos.

#### Accélérateurs synchrotrons
Alors que l'on se trouve déjà à la 6e génération de machines, l'évolution technique des synchrotrons est loin d'être achevée, des progrès étant attendus sur les onduleurs, l'optique des lignes de lumière, et l'instrumentation, et notamment les détecteurs. De nouvelle perspectives existent en termes de machines dérivées des actuels synchrotrons mais complémentaires, les lasers à électrons libres (LEL).

### Alternatives
Dans ces structures conventionnelles, le champ accélérateur est limité à quelque 50 MV/m à cause de claquage des parois pour des champs plus importants. Afin d'atteindre des énergies élevées, il faut donc construire des structures gigantesques (LEP, LHC mais abandon du SSC). Une alternative possible est l'accélération d'électrons par interaction laser-plasma. L'accélération a lieu dans un milieu déjà ionisé, ce qui élimine les problèmes de claquage. Les champs accélérateurs peuvent alors être nettement plus élevés, ce qui permet de réduire la longueur d'accélération.